# Elachistocleis
Elachistocleis é um gênero de anfíbios da família Microhylidae.

## Espécies
As seguintes espécies são reconhecidas:
- Elachistocleis bicolor (Guérin-Méneville, 1838)
- Elachistocleis bumbameuboi Caramaschi, 2010
- Elachistocleis carvalhoi Caramaschi, 2010
- Elachistocleis cesarii (Miranda-Ribeiro, 1920)
- Elachistocleis corumbaensis (Miranda-Ribeiro, 1920)Piva, Caramaschi, and Albuquerque, 2017
- Elachistocleis erythrogaster Kwet & Di-Bernardo, 1998[2]
- Elachistocleis haroi Pereyra, Akmentins, Laufer & Vaira, 2013[3]
- Elachistocleis helianneae Caramaschi, 2010
- Elachistocleis nigrogularis Jowers, Othman, Borzée, Rivas, Sánchez-Ramírez, Auguste, Downie, Read & Murphy, 2021[4]
- Elachistocleis magna Toledo, 2010
- Elachistocleis matogrosso Caramaschi, 2010
- Elachistocleis muiraquitan Nunes-de-Almeida and Toledo, 2012
- Elachistocleis ovalis (Schneider, 1799)[5]
- Elachistocleis panamensis (Dunn, Trapido, and Evans, 1948)
- Elachistocleis pearsei (Ruthven, 1914)
- Elachistocleis piauiensis Caramaschi & Jim, 1983
- Elachistocleis skotogaster Lavilla, Vaira & Ferrari, 2003
- Elachistocleis surinamensis (Daudin, 1802)
- Elachistocleis surumu Caramaschi, 2010